# 澤布拉尼鄉
46°04′N 21°33′E / 46.067°N 21.550°E
澤布拉尼鄉（羅馬尼亞語：Comuna Zăbrani, Arad），是羅馬尼亞的鄉份，位於該國西部，由阿拉德縣負責管轄，面積118平方公里，海拔高度146米，2011年人口4,251，人口密度每平方公里38人。